# 히다카 노리타카
히다카 노리타카(일본어: 日高 憲敬, 1947년 5월 29일 ~ )는 일본의 전 축구 선수이다.

## 국가대표팀 경력
그는 1972년 9월 14일 대한민국과의 경기에서 일본 국가대표팀에 데뷔했다. 그는 1973년까지 국제 A매치 통산 4경기에 출전했다.

## 통계
| 일본 | 일본 | 일본 |
| 연도 | 출전 | 득점 |
| ---- | ---- | ---- |
| 1972 | 1    | 0    |
| 1973 | 3    | 0    |
| 통산 | 4    | 0    |